# Leibniz-Fachhochschule

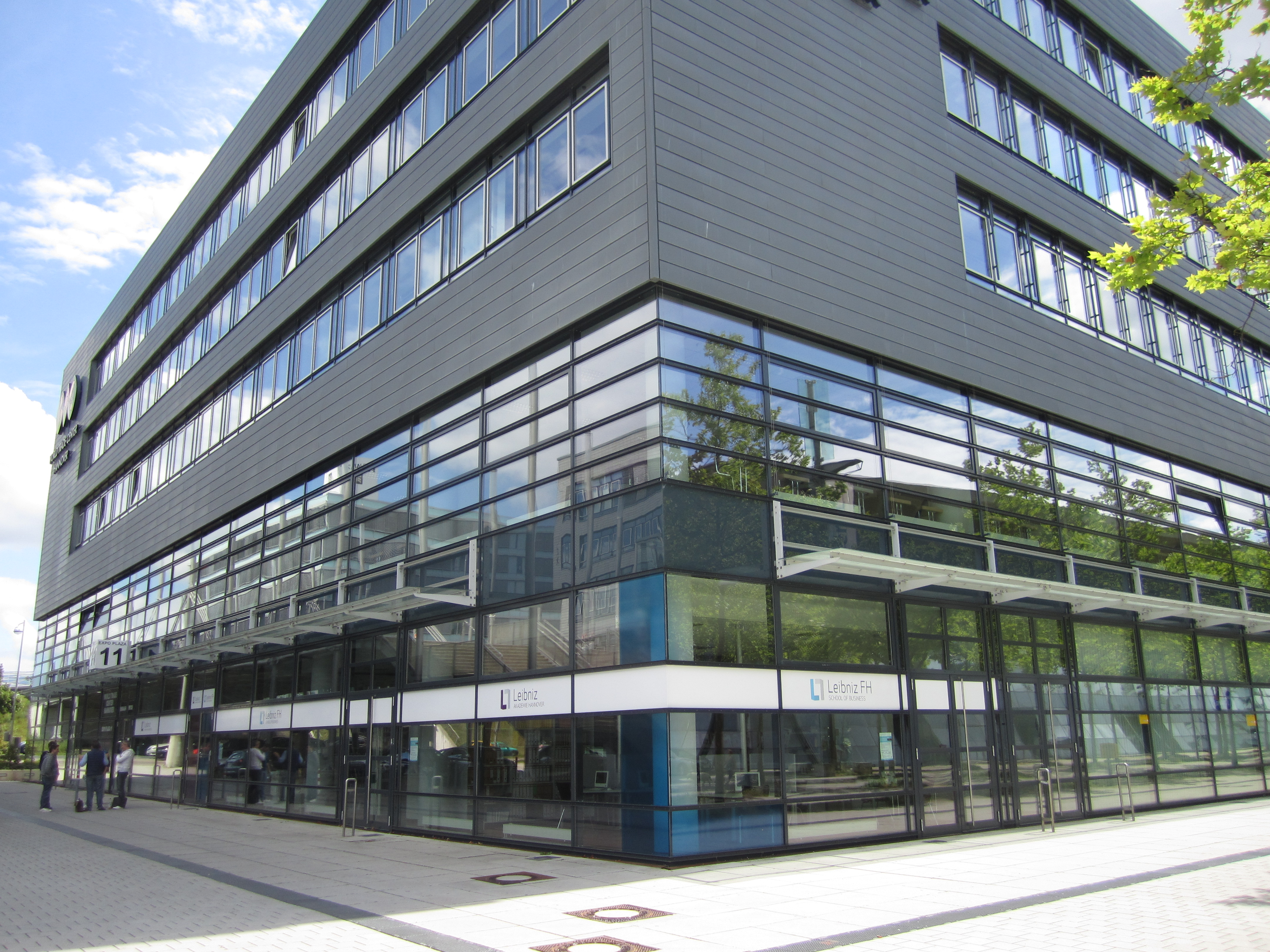
Standort Expo-Plaza, Hannover

Die Leibniz-Fachhochschule, kurz Leibniz-FH, ist eine private, staatlich anerkannte Fachhochschule in Hannover.

## Hochschule
2011 erfolgte die Gründung der Leibniz-FH durch die Leibniz-Akademie e. V. Im selben Jahr erhielt sie die staatliche Anerkennung. Sie bietet praxisintegrierende wirtschaftswissenschaftliche und technische Bachelor- und Masterstudiengänge an. Als Studienmodi werden Duales Studium, Vollzeitstudium oder berufsbegleitendes Studium angeboten.
Standort der Hochschule ist an der Expo-Plaza in Hannover.

## Studienangebote
(Quelle:)

### Wirtschaftswissenschaftliche Studiengänge
- Business Administration (Bachelor of Arts): berufsbegleitendes Studium, duales Studium, Vollzeitstudium
- Business Economics (Bachelor of Science): duales Studium, Vollzeitstudium
- Nachhaltige und Digitale Transformation (Master of Arts): Vollzeitstudium

### Technische Studiengänge
- Wirtschaftsinformatik (Bachelor of Science): duales Studium
- Embedded Automation Design (Bachelor of Science): duales Studium, letzter Studienstart 2021[7]
- IT-Security (Bachelor of Science): duales Studium
- Data Science (Master of Science): Vollzeitstudium (zur Zeit in Akkreditierung)

### Gesundheitsmanagement
- Health Management (Bachelor of Arts): duales Studium, letzter Studienstart 2021, Integration als berufliche Vertiefung in Business Administration / Business Economics[7]

## Stipendien
Die Leibniz-Fachhochschule vergibt für ihren Bachelor-Studiengang Business Administration Vollzeit bzw. Business Economics jährlich bis zu zwei Stipendien.